# 体液免疫
体液免疫（英語：Humoral immunity）以B细胞产生抗體来达到保护目的的免疫机制，属于特异性免疫；相对于细胞介导免疫，又称抗体免疫。

## 机制
体液免疫作用机制如下：当抗原（细菌、病毒、外来物）第一次感染人体时，会被非特异性免疫的細胞吞噬及清除，而其中一部分细胞特稱抗原呈現細胞（APC）。其中，在刺激B细胞方面主要是樹狀細胞。抗原呈现細胞除了能吞噬及分解抗原，还能将分解的碎片（肽链）呈现给B细胞，使之活化、分裂。并经株落选择筛选出对抗原最具亲和力的IgM型抗体。抗体的变异区能与抗原产生专一性的结合，阻止它感染正常细胞，并用另一端的Fc区与巨噬细胞结合，使巨噬细胞吞噬抗原，达到消灭细菌的目的。
活化的B细胞再过一段时间，通常大于四周，之后会把分泌的抗体由IgM转化为IgG型。IgG在人体的寿命比IgM长，大约6个月。受到第一次刺激的B细胞在4周后变为记忆B细胞，除了分泌IgG外，它还能在第二次感染时以更短的时间产生更多的抗体。同时，记忆B细胞在人体对特定抗原的感染而言具终身保护作用。这也是注射疫苗能保护人體免受特定病菌感染的原因，在作用结束后记忆B细胞在遇到相同病菌時可以快速产生浆细胞，浆细胞能稳定地产出大量的抗体，以快速应对相同的病菌，及早在形成威脅前消滅之，不同病菌之间有特异性，故不同病菌会有对应的记忆细胞存在。